# Andrij Srjubko
Andrij Vasyl'ovyč Srjubko (in ucraino Андрій Васильович Срюбко?; Kiev, 21 ottobre 1975) è un ex hockeista su ghiaccio ucraino.

## Carriera
Nel corso della sua carriera ha indossato, tra le altre, le maglie di Molot-Prikamye Perm, Sokil Kyiv, Torpedo Nižnij Novgorod, HC MVD, Amur Chabarovsk, Syracuse Crunch, Grand Rapids Griffins, Utah Grizzlies, Port Huron Border Cats e Fort Wayne Komets.